# Вешняки (район Москви)
Вешняки (рос. Вешняки) — адміністративний район в Москві, входить до складу Східного адміністративного округу. Населення станом на 1 січня 2017 року 122073 чол., площа 10,67 км².
Район утворено 5 липня 1995 року.

На території району розташована станція метро Вихіно